# Paul Loicq
Paul Loicq, belgijski hokejist, hokejski sodnik in funkcionar, * 11. avgust 1888, Bruselj, Belgija, † 26. marec 1953, Sint-Genesius-Rode, Belgija. 
Loicq se je rodil v Bruslju in je študiral pravo. V prvi svetovni vojni se je bojeval na strani belgijske vojske. Od 1906 do 1926 je igral hokej na ledu z belgijsko reprezentanco. Zaigral je na poletnih olimpijskih igrah 1920 v domačem Antwerpenu in s soigralci osvojil zadnje 7. mesto ter več evropskih prvenstvih, tudi leta 1913, ko je belgijska reprezentanca edinkrat postala evropski prvak. 
Po koncu igralske kariere je postal hokejski sodnik, prav tako je tudi opravljal administrativna dela. V celotni sodniški karieri je sodil na 65 mednarodnih tekmah, tako na olimpijski, svetovni kot evropski ravni. Deloval je tudi kot predsednik Drsalnega kluba Bruselj in Belgijske lige za zimske športe. Leta 1922 je nato zasedel funkcijo predsednika Mednarodne hokejske zveze, znane tudi pod kratico IIHF. Na mestu je ostal 20 let, do leta 1947. V času njegovega mandata se je hokej na ledu razširil po celotni Evropi in postal eden od najbolj priljubljenih in spremljanih športov na olimpijskih igrah. V času trajanja mandata je tudi ustanovil združenje sodnikov International College of Referees.
Loicq je bil tudi velik domoljub in je bil med drugo svetovno vojno eden vidnejših članov belgijskega odporniškega gibanja. Med vojno je tudi napredoval do čina polkovnika. Po koncu vojne je sodeloval na nuremberških procesih.
Leta 1961 je bil kot graditelj oz. hokejski delavec posmrtno sprejet v Hokejski hram slavnih lige NHL. 